# Wilbert Chi Góngora
Wilbert Chi Góngora (Mérida, Yucatán, México; 23 de septiembre de 1938) es un profesor y  político mexicano que se desempeñó como diputado en la LIII Legislatura del Congreso de la Unión de México de 1985 a 1988. Se desempeñó como senador de la república cuando sustituyó a Víctor Manzanilla Schaffer al solicitar este licencia para ser candidato al gobierno de Yucatán en 1987. Fue también presidente municipal interino de Mérida en 1973.

## Datos biográficos
Es profesor con maestría en la especialidad de biología de la Escuela Normal Superior habiendo obtenido su título en 1961.
Fue diputado federal de 1985 a 1988 durante la LIII Legislatura al Congreso de la Unión. También alcalde de la ciudad de Mérida, Yucatán en 1973 en sustitución de Víctor Cervera Pacheco. Ha sido secretario general de la Liga de Comunidades Agrarias de Yucatán. Fue también senador suplente por Yucatán en la LI Legislatura del Congreso de la Unión y senador en la LIII Legislatura al sustituir a Víctor Manzanilla Schaffer quien solicitó licencia para asumir la candidatura al gobierno de Yucatán en 1987.
Fue director del Instituto de Educación para Adultos del Estado de Yucatán (2007-2012). De 2012 a 2018 desempeñó el cargo de delegado federal de la Secretaría de Educación Pública, en el estado de Yucatán.